# Précy-Notre-Dame
Précy-Notre-Dame é uma comuna francesa na região administrativa de Grande Leste, no departamento de Aube. Estende-se por uma área de 4,53 km². Em 2010 a comuna tinha 84 habitantes (densidade: 18,5 hab./km²).